# Rosario Livatino
Rosario Angelo Livatino (Canicattì, 3 ottobre 1952 – Agrigento, 21 settembre 1990) è stato un magistrato italiano, assassinato dalla Stidda su una strada provinciale di Agrigento; del delitto fu testimone oculare Piero Nava, sulla base delle cui dichiarazioni furono individuati gli esecutori dell'omicidio. La sua beatificazione, approvata da papa Francesco, è stata celebrata nel 2021.

## Biografia
(Rosario Livatino)
Nacque a Canicattì nel 1952, figlio di Vincenzo Livatino – impiegato dell'esattoria comunale – e di Rosalia Corbo. Conseguita la maturità presso il locale liceo classico Ugo Foscolo, dove s'impegnò nell'Azione Cattolica, nel 1971 si iscrisse alla Facoltà di Giurisprudenza di Palermo, presso la quale si laureò nel 1975, con il professore Antonio Pagliaro. 
Tra il 1977 e il 1978 prestò servizio come vicedirettore in prova presso l'Ufficio del Registro di Agrigento. Sempre nel 1978, dopo essersi classificato tra i primi in graduatoria nel concorso per entrare nella magistratura italiana, venne assegnato presso il tribunale ordinario di Caltanissetta.

### Le indagini come sostituto procuratore
Nel 1979 diventò sostituto procuratore presso il tribunale di Agrigento e ricoprì la carica fino al 1989, quando assunse il ruolo di giudice a latere. 
Come sostituto procuratore della Repubblica si occupò fin dagli anni ottanta di indagare non soltanto su fatti di criminalità mafiosa ma anche di tangenti e corruzione. Nel 1982 aprì un'indagine sulle cooperative giovanili di Porto Empedocle, in particolare sui criteri con cui erano finanziate dalla Regione Siciliana. Inoltre, in base a una sua intuizione, la Procura di Agrigento aprì un'inchiesta su un giro di fatture false o gonfiate per circa 52 miliardi di lire che gli imprenditori catanesi Carmelo Costanzo, Mario Rendo, Gaetano Graci e altri ottenevano in tutta la Sicilia dalle ditte subappaltatrici per opere mai eseguite o appena cominciate; per competenza l'indagine passò, poi, a Catania e a Trapani.
Nella sua attività si era occupato di quella che sarebbe esplosa come la Tangentopoli siciliana, utilizzando tra i primi lo strumento della confisca dei beni ai mafiosi.

#### Il maxiprocesso di Agrigento
Nello stesso periodo, Livatino si occupò della prima grossa indagine sulla mafia agrigentina insieme ai suoi colleghi, i sostituti procuratori Salvatore Cardinale e Roberto Saieva e il giudice istruttore Fabio Salamone coordinati dal procuratore Elio Spallita, cui collaborò anche il maresciallo dei Carabinieri Giuliano Guazzelli (poi assassinato nel 1992), la quale sarebbe poi sfociata nel maxiprocesso contro i mafiosi di Agrigento, Canicattì, Campobello di Licata, Porto Empedocle, Siculiana e Ribera (Ferro Antonio + 43) che si tenne presso l'aula bunker di Villaseta (ex palestra sportiva) nel 1987 e si concluse con quaranta condanne. Nell'ambito di tale inchiesta, Livatino si trovò a interrogare diversi politici dell'agrigentino (gli onorevoli Angelo Bonfiglio, Gaetano Di Leo e Calogero Mannino) sui loro rapporti con esponenti mafiosi locali.

### L'omicidio

Gli inquirenti sul posto dove il magistrato Livatino è stato assassinato, a fine settembre 1990

Venne ucciso il 21 settembre 1990 sulla SS 640 Caltanissetta-Agrigento in corrispondenza del viadotto Gasena (in territorio di Agrigento) mentre si recava, senza scorta, in tribunale, per mano di quattro sicari assoldati dalla Stidda agrigentina, organizzazione mafiosa in contrasto con Cosa nostra. Era a bordo della sua vettura, una vecchia Ford Fiesta color amaranto, quando fu speronato dall'auto dei killer. Tentò disperatamente una fuga a piedi attraverso i campi limitrofi ma, già ferito da un colpo a una spalla, fu raggiunto dopo poche decine di metri e freddato a colpi di pistola.
Tra i primi a giungere sul luogo del delitto il presidente del Tribunale di Agrigento Salvatore Bisulca, il procuratore Giuseppe Vaiola e i suoi ex colleghi Roberto Saieva e Fabio Salamone mentre da Palermo arrivarono il procuratore Pietro Giammanco e i procuratori aggiunti Giovanni Falcone ed Elio Spallitta e da Marsala il procuratore Paolo Borsellino.
Rosario Livatino è stato sepolto nel cimitero di Canicattì nel 1990. Il 15 marzo 2025 il suo corpo è stato traslato in una cappella della chiesa di Santa Chiara nello stesso comune.

### Le reazioni e polemiche all'omicidio
Pochi giorni dopo l'omicidio, i colleghi più fidati di Livatino, Roberto Saieva e Fabio Salamone, denunciarono lo stato di abbandono in cui versavano i magistrati impegnati in prima linea nelle indagini antimafia, costretti a lavorare in condizioni non certo ideali. Nello stesso periodo, il giudice Francesco Di Maggio (ex collaboratore di Domenico Sica all'Alto Commissariato per la lotta alla mafia), intervistato dal quotidiano L'Unità affermò: "Dietro la bara di Livatino non può nascondersi tutta la magistratura", alludendo alle precise responsabilità e inerzie dei superiori del giudice assassinato, frase che provocò numerose polemiche. I rappresentanti di tutte le Procure siciliane, riunitisi ad Agrigento per commemorare Livatino (intervenne anche Paolo Borsellino), minacciarono le dimissioni di massa, denunciando l'inerzia dello Stato di fronte all'assassinio dei magistrati.
Otto mesi dopo la morte del giudice, il 10 maggio 1991 il presidente della Repubblica Italiana Francesco Cossiga definì «giudici ragazzini» una serie di magistrati neofiti impegnati nella lotta alla mafia:
Dodici anni dopo l'assassinio, in una lettera aperta pubblicata dal Giornale di Sicilia e indirizzata ai genitori del giudice, Cossiga smentì che quelle affermazioni dispregiative fossero riferite a Rosario Livatino (come era stato suggerito da alcuni), e invece lo definì "eroe" e "santo".
Papa Giovanni Paolo II definì Livatino «martire della giustizia e indirettamente della fede».

#### Prime indagini e il processo "Livatino uno"
Le prime indagini sull'omicidio Livatino procedettero molto velocemente grazie soprattutto alla testimonianza di Piero Nava, un agente di commercio originario di Milano che si trovava a passare da lì per caso con l'auto e assistette, come testimone oculare, all'omicidio. Il 7 ottobre 1990, dopo appena quindici giorni dal delitto, gli uomini dello SCO della Polizia di Stato, guidati dal dirigente Gianni De Gennaro e in collaborazione con la polizia tedesca, individuarono e arrestarono nei pressi di Colonia i ventitreenni Paolo Amico e Domenico Pace, affiliati alla Stidda di Palma di Montechiaro e da tempo residenti in Germania dove ufficialmente facevano i pizzaioli.
Tali arresti portarono al primo processo per l'omicidio Livatino (denominato "Livatino uno") che iniziò nel novembre 1991 e vedeva appunto imputati Amico e Pace come esecutori materiali del delitto. Nel frattempo sopraggiunsero le dichiarazioni di Gioacchino Schembri, un altro membro della Stidda palmese pure emigrato in Germania che iniziò a collaborare con il giudice Paolo Borsellino nel giugno 1992, il quale accusò Amico e Pace di aver partecipato all'omicidio e rivelò i nomi di altri responsabili: tali dichiarazioni si rivelarono decisive insieme alle altre testimonianze e prove e il 18 novembre 1992 indussero la Corte d'Assise di Caltanissetta, presieduta da Renato Di Natale, a condannare all'ergastolo Amico e Pace, sentenza poi confermata sia in appello sia in Cassazione.

#### Livatino bis
Nel 1993, grazie alle indicazioni del collaboratore di giustizia Gioacchino Schembri, vennero individuati e arrestati gli altri membri del gruppo di fuoco stiddaro che assassinò il giudice Livatino: Gaetano Puzzangaro, di 23 anni (detto "la mosca", originario di Palma di Montechiaro), Giovanni Avarello, di 28 anni (esponente della Stidda di Canicattì) e Giuseppe Croce Benvenuto, di 23 anni (anche lui stiddaro palmese), il quale iniziò a collaborare a sua volta con la giustizia e fornì nuovi particolari. Per queste ragioni, nello stesso anno il GIP Sebastiano Bongiorno, su richiesta della Procura della Repubblica di Caltanissetta, emanò un'ordinanza di custodia cautelare nei loro confronti, che condusse al secondo processo per il delitto Livatino (denominato "Livatino bis"), che vedeva imputati, oltre Puzzangaro e Avarello, anche Domenico Pace e Paolo Amico (già condannati all'ergastolo nell'altro processo) per detenzione abusiva delle armi adoperate nell'omicidio mentre la posizione di Croce Benvenuto venne stralciata. Il processo si concluse in primo grado nel luglio 1995, quando la Corte d'Assise di Caltanissetta, sempre presieduta da Renato Di Natale, condannò all'ergastolo Puzzangaro e Avarello mentre Amico e Pace al pagamento di un milione di lire di multa perché quel reato costituiva la continuazione di quello di omicidio per cui erano già stati condannati nell'altro processo. Negli anni successivi la sentenza venne confermata negli altri due gradi di giudizio.

#### Livatino ter
Nel 1997 iniziò il terzo processo (denominato "Livatino ter"), scaturito dalle dichiarazioni dei collaboratori di giustizia Giuseppe Croce Benvenuto e Giovanni Calafato, che confessarono di avere partecipato alla fase ideativa e organizzativa dell'agguato: gli imputati erano, oltre agli stessi Croce Benvenuto e Calafato, Antonio Gallea, Salvatore Calafato (fratello di Giovanni), Salvatore Parla e Giuseppe Montanti, capi delle Stidde di Canicattì e Palma di Montechiaro accusati di essere i mandanti dell'omicidio Livatino poiché credevano erroneamente che il giudice favorisse il loro nemico, il boss di Cosa nostra Giuseppe Di Caro (suo vicino di casa), e perseguisse invece la loro organizzazione con l'applicazione di pesanti misure di prevenzione e condanne.
Nel 1998 la Corte d'assise di Caltanissetta, presieduta da Luigi Russo, condannò Antonio Gallea all'ergastolo e Salvatore Calafato a ventiquattro anni di reclusione mentre i collaboratori Croce Benvenuto e Calafato vennero condannati rispettivamente a diciotto e sedici anni di carcere; Parla e Montanti vennero invece assolti.
Al processo d'appello non si costituirono parte civile i genitori del magistrato ucciso, Vincenzo Livatino e Rosalia Corbo, i quali in un'intervista giornalistica chiarirono le motivazioni: "Siamo stanchi di tutto. Siamo stanchi delle parole e anche dei processi". Infine nel settembre 1999 la Corte d'assise d'appello di Caltanissetta modificò la sentenza di primo grado: la pena dell'ergastolo venne confermata per Gallea ma estesa anche a Salvatore Calafato, Salvatore Parla e Giuseppe Montanti mentre la posizione di Croce Benvenuto e Calafato venne stralciata dal processo e, giudicati separatamente, ebbero entrambi tredici anni di carcere con lo sconto di pena previsto per i collaboratori di giustizia. Nell'ottobre 2001 la prima sezione penale della Cassazione confermò l'ergastolo per Gallea e Calafato ma dispose lo stralcio per la posizione degli altri due imputati Giuseppe Montanti e Salvatore Parla, il cui ergastolo sarà infine confermato l'anno successivo e diverrà definitivo.

## Pensiero
In occasione di diversi eventi pubblici e conferenze sul tema della giustizia e sul ruolo del giudice nella società odierna, Livatino delineò con numerosi suoi interventi la figura del magistrato dotato di una forte etica, apolitico, autonomo e indipendente, lontano da condizionamenti di qualsivoglia natura, pronto al dialogo e al rispetto di tutti gli attori del procedimento, non ultima la persona da giudicare.
- Il ruolo del giudice nella società che cambia, conferenza tenuta il 7 aprile 1984 presso il Rotary Club di Canicattì.[38]
- Fede e diritto, conferenza tenuta il 30 aprile 1986 a Canicattì, nel salone delle suore vocazioniste.[39]

## Riconoscimenti
La sua figura è ricordata nel film di Alessandro Di Robilant Il giudice ragazzino, uscito nel 1994; è invece del 1992 il libro omonimo, scritto da Nando dalla Chiesa, che portò all'erronea attribuzione del nomignolo al magistrato ucciso. Nel 2006 è stato realizzato il documentario La luce verticale per promuoverne la causa di beatificazione.
È invece del 2016 il documentario indipendente Il giudice di Canicattì - Rosario Livatino, il coraggio e la tenacia, di Davide Lorenzano con la voce narrante di Giulio Scarpati (suo interprete nel film di Di Robilant). L'opera, che a partire dal 12 dicembre 2017 è trasmessa su Rai Storia ed è in streaming su RaiPlay, è un'indagine sulla personalità del magistrato e ha rivelato nuovi episodi di vita e immagini inedite, tra cui quelle più recenti prima dell'assassinio, provenienti da un archivio privato e risalenti al 28 luglio del 1990, quando, allietato e sorridente, Livatino è stato testimone nelle nozze di una coppia di amici.
Il 20 settembre 1994 è stata eretta in suo onore una stele commemorativa lungo la ex strada statale 640 di Porto Empedocle, in un punto non lontano dal luogo in cui fu assassinato. Il 21 settembre 2016, in occasione del ventiseiesimo anniversario della morte di Livatino, gli fu intitolato il viadotto "Giudice Livatino", precedentemente chiamato "Gasena", della nuova strada statale 640 Strada degli Scrittori, che corre in prossimità del luogo dell'omicidio.
Lo Stato ha onorato il sacrificio di Rosario Livatino, con il riconoscimento concesso a favore dei suoi familiari, costituitisi parte civile nel processo, dal Comitato di solidarietà per le vittime dei reati di tipo mafioso di cui alla legge n. 512/1999.

## Processo di beatificazione
Nel 1993 il vescovo di Agrigento, Carmelo Ferraro, ha incaricato la professoressa Ida Abate, che fu insegnante del giudice, di raccogliere testimonianze per la causa di beatificazione.
Il 19 luglio 2011 è stato firmato dall'arcivescovo di Agrigento, Francesco Montenegro, il decreto per l'avvio del processo diocesano di beatificazione, aperto ufficialmente il 21 settembre 2011 nella chiesa di San Domenico di Canicattì.
Durante la fase diocesana hanno testimoniato 45 persone sulla vita e la santità di Rosario Livatino, e tra questi anche Gaetano Puzzangaro, uno dei quattro killer mafiosi del giudice, intervistato in carcere dal giornalista canicattinese Fabio Marchese Ragona per il settimanale Panorama nel dicembre 2017 e per il TGcom24 nel settembre del 2019.
Il 6 settembre 2018 venne annunciata la chiusura del processo diocesano, che è stata celebrata il 3 ottobre con una messa solenne nella Chiesa di Sant'Alfonso ad Agrigento, presieduta dal cardinale Francesco Montenegro. Al termine della celebrazione è stata inviata a Roma tutta la raccolta di documenti e di testimonianze composta da circa 4 000 pagine e che venne poi esaminata presso la Congregazione delle cause dei santi.
Il 21 dicembre 2020 papa Francesco ha autorizzato la Congregazione delle cause dei santi a promulgare il decreto riguardante il martirio In odium fidei, aprendo la strada alla sua beatificazione. Nel decreto si fa riferimento alla circostanza, già emersa nel processo contro gli assassini del giudice, che Giuseppe Di Caro, il capo della "famiglia" di Canicattì che abitava nello stesso palazzo in Viale Regina Margherita n. 166 in cui vivevano Livatino e i genitori, lo definiva con spregio "santocchio" per via della sua frequentazione quasi giornaliera della chiesa.
La cerimonia di beatificazione si è svolta il 9 maggio 2021 nella Cattedrale di Agrigento, nell'anniversario della visita apostolica di papa Giovanni Paolo II nella città dei Templi. La celebrazione è stata presieduta dal cardinale Marcello Semeraro, prefetto della Congregazione delle cause dei santi, in qualità di legato pontificio.
La sua ricorrenza si celebra il 29 ottobre, giorno in cui nel 1988, a 36 anni, ricevette il sacramento della confermazione, come compimento di un travagliato percorso di fede che abbracciò da adulto con convinzione. La camicia portata da Livatino il giorno della morte, e rimasta intrisa di sangue, è divenuta una reliquia.
Livatino è il primo magistrato beato nella storia della Chiesa cattolica.
Per volere dell'arcidiocesi di Agrigento e del comune nativo, il 15 marzo 2025 le sue spoglie mortali sono state traslate dalla cappella di famiglia del cimitero comunale alla chiesa di Santa Chiara in Canicattì.

## Filmografia
- Il giudice ragazzino, regia di Alessandro Di Robilant (1994)
- Testimone a rischio, regia di Pasquale Pozzessere (1996)
- Luce verticale. Rosario Livatino. Il Martirio, regia di Salvatore Presti (2007)
- Il giudice di Canicattì - Rosario Livatino, il coraggio e la tenacia, regia di Davide Lorenzano (2016)
- Un giudice ragazzino, regia di Pier Glionna (2019)
- Il giovane giudice, regia di Angelo Sferrazza  (2020)

## Centro Studi Livatino
Nel 2015 è stato costituito il Centro Studi Livatino, un gruppo di giuristi che studia temi riguardanti in prevalenza il diritto alla vita, la famiglia, la libertà religiosa, e i limiti della giurisdizione in un quadro di equilibrio istituzionale.
Il Centro gestisce un sito online, organizza workshop periodici e un convegno annuale, oltre a pubblicare la rivista semestrale l-Jus.